# Адам Ото фон Фирек
Адам Ото фон Фирек (на немски: Adam Otto von Viereck; * 10 март 1684 във Ватмансхаген, част от Лалендорф; † 11 юли 1758 в Берлин-Бух) от рода Фон Фирек от Мекленбург е господар на Вайтендорф, кралски пруски държавен и военен министър, комтур в Лагов, домхер в Халберщат.
Той е вторият син на дипломата Адам Ото фон Фирек (1634 – 1718) и втората му съпруга Анна Хелена фон Волферсдорф (1651 – 1701), дъщеря на Улрих фон Волферсдорф и Хелена Маргарета фон Клицинг (* 1633). Брат е на Фридрих Вилхелм фон Фирек (1682 – 1735), женен 1724 г. за Урсула Доротея фон Бюлов (1702 – 1765). Сестра му Елизабет Хелена фон Фирек (1679 – 1704) е метреса на датския крал Фредерик IV (1671 – 1730).
Адам Ото фон Фирек следва в университетите във Франкфурт и Хале. След следването си той служи в гвардията на Антон Улрих фон Брауншвайг. По време на Войната за испанското наследство през 1705 г. той става адютант в Хесен-Касел. През 1707 г. придружава до Виена принцеса Катерина Елизабет за сватбата й с бъдещия император Карл VI. Тази година той става също камерюнкер на Фридрих Вилхелм I. През 1711 г. е маршал на пруските пратеници за избора на император във Франкфурт на Майн, където става имперски рицар. През 1713 г. отново е маршал на пруските пратеници за мира в Утрехт. През 1716 г. той е пратеник в Париж, а през 1719 г. е изпратен като таен съветник в Клеве. Оттам заминава за две години като посланик във Франция.
През 1724 г. той става таен военен съетник в Бранденбург. През януари 1727 г. той е таен бюджетен, военен министър при Генералната дирекция. През 1733 г. е комендатор на Коменда Лагов и на 27 януари 1736 г. става сеньор на балай Бранденбург на Йоанитския орден. През 1745 г. Фридрих II го награждава с Ордена на Черния орел. През 1747 г. той е почетен член на Кралската пруска академия на науките.
Адам е наследствен господар на Вайтендорф и през 1724 г. купува имението в Бух при Берлин. Там той престоява двореца, строи църква (1731 – 1736) и църковна къща (1740). Той преобразява двоцовата градина по пример на Версайския дворец.
През 1752 г. той е домхер и пробст в Халберщат.

## Фамилия
Адам Ото фон Фирек се жени 1718 . за Катарина Луиза фон Герздорф († 1728), дъщеря на генерал-лейтенант Давид Готлоб фон Герздорф (1658 – 1732), губернатор на Шпандау, и Маргарета Елизабет фон Рец († 1748). Те имат децата:
- София Вилхелмина фон Фирек († 30 октомври 1742), омъжена на 5 септември 1739 г. за Адам Фридрих фон Жееце (* 26 август 1689; † 10 август 1762), пруски генерал
- Шарлота София фон Фирек (1722 – 1770), омъжена за Август Фридрих фон Итценплиц (* април 1693; † 25 септември 1759), пруски генерал
- Вилхелмина Доротея Елизабет фон Фирек (* 12 април 1726, Берлин; † 12 август 1759, Берлин), омъжена на 14 ноември 1743 г. в Берлин за Фридрих Ото Леополд Финк фон Финкенщайн (* 12 септември 1717, Берлин; † 19 април 1790), син на Албрехт Конрад Финк фон Финкенщайн

Адам Ото фон Фирек се жени втори път на 4 юни 1729 г. в Шарлотенбург, Берлин, за Мария Амалия Финк фон Финкенщайн (* 22 май 1704, Касел; † 22 юни 1752, Берлин), придворна дама при първата пруска кралица, дъщеря на имперския граф и пруски генерал-фелдмаршал Албрехт Конрад Финк фон Финкенщайн (1660 – 1735) и Сузана Магдалена фон Хоф (1676 – 1752), главна придворна дама на кралица София Доротея Пруска, съпругата на крал Фридрих Вилхелм I. Имат три деца:
- София Вилхелмина Албертина фон Фирек (* 13 април 1731, Берлин; † 13 октомври 1772, Берлин), омъжена на 23 октомври 1747 г. в Берлин за Фридрих Вилхелм фон Панвиц (* 21 юли 1719, Алт-Щрелиц; † 13 януари 1790, Шьонфлис)
- Амалия Отилия фон Фирек (* 17 декември 1736, Берлин; † 30 октомври 1767, Берлин), омъжена на 15 февруари 1754 г. за дипломата Фридрих Кристиан Хиронимус фон Фос (* 1724; † 3 октомври 1784); родители на Юлия фон Фос, от 7 април 1787 г. съпруга на пруския крал Фридрих Вилхелм II
- Улрика Шарлота Августа Луиза фон Фирек (* 21 фрвруари 1742, Берлин; † 14 юли 1797, Берлин), омъжена 1763 г. за първия ѝ братовчед Кристиан Фридрих фон Фирек (* 30 април 1725, Ватмансхаген; † 29 ноември 1777, Пиза, Италия), генерал-майор, син на чичо ѝ Фридрих Вилхелм фон Фирек (1682 – 1735) и Урсула Доротея фон Бюлов (1702 – 1765)